# Houston Astros
Die Houston Astros sind ein US-amerikanisches Baseball-Team aus Houston, Texas. Sie spielen seit 2013 in der Western Division der American League. Zuvor spielten sie 51 Jahre lang in der Central Division der National League. Der Wechsel zwischen den beiden amerikanischen Profiligen resultierte aus einem Ungleichgewicht, das zwischen den Ligen durch den Wechsel der Milwaukee Brewers von der American League in die National League 1998 entstanden war. Die American League verfügte seitdem nurmehr über 14 Teams, während 16 Teams in der National League gegeneinander antraten. Durch die gleichmäßige Verteilung von jeweils 15 Mannschaften je Liga konnten beide Ligen in jeweils drei Divisions mit jeweils fünf Mannschaften unterteilt werden.
Die Houston Astros wurden 1962 als Houston Colt .45s gegründet. Drei Jahre später wurden sie mit dem Umzug in den neuen Astrodome in Houston Astros umbenannt. Der Name spiegelt die Bedeutung Houstons für das US-amerikanische Raumfahrtprogramm wider. Ihre Heimspiele trägt die Mannschaft seit 2000 im Minute Maid Park aus. Zweimal schafften es die Astros in die World Series. Sie verloren die World Series 2005 deutlich mit 0:4 gegen die Chicago White Sox. 2017 erreichten sie erstmals als American-League-Sieger und gewannen in der Folge ihren ersten World-Series-Titel gegen die Los Angeles Dodgers. Im Jahr 2019 erreichten die Astros erneut die World Series.
Im Januar 2020 wurden die Manager A. J. Hinch und Jeff Luhnow von der MLB für ein Jahr aufgrund eines systematischen Ausspähens der Zeichen der gegnerischen Catcher gesperrt und einen Tag später vom Team entlassen. Zudem wurde den Astros aufgrund des sogenannten Sign-Stealing-Skandals das Wahlrecht in der ersten und zweiten Runde des MLB Draft 2020 entzogen und dem Club eine Geldstrafe von Fünf Millionen US-Dollar auferlegt. Die von vielen geforderte Aberkennung des Titels lehnte die MLB hingegen ab.

## Nicht mehr vergebene Nummern
- 05 Jeff Bagwell
- 07 Craig Biggio
- 24 Jimmy Wynn
- 25 Jose Cruz
- 32 Jim Umbricht
- 33 Mike Scott
- 34 Nolan Ryan
- 40 Don Wilson
- 42 Jackie Robinson (bei jedem Club der Major League Baseball)
- 49 Larry Dierker

## Minor-League-Teams der Houston Astros
Zum Franchise der Astros gehören folgende Minor-League-Teams:
- AAA: Sugar Land Space Cowboys, Sugar Land, Texas
- AA: Corpus Christi Hooks, Corpus Christi, Texas
- High-A: Asheville Tourists, Asheville, North Carolina
- Low-A: Fayetteville Woodpeckers, Fayetteville, North Carolina
- Rookie: Florida Complex League Astros Blue, West Palm Beach, Florida
- Rookie: Florida Complex League Astros Orange, West Palm Beach, Florida
- Rookie: Dominican Astros Blue, Boca Chica, Dominikanische Republik
- Rookie: Dominican Astros Orange, Boca Chica, Dominikanische Republik